# 中村英之
中村 英之（なかむら ひでゆき、1984年6月3日 - ）は埼玉県さいたま市出身の元プロサッカー選手。ポジションはDF。

## 来歴
小学校4年から6年まで柏レイソルの下部組織チームに所属し第19回全日本少年サッカー大会で、柏レイソル下部組織として初の全国優勝を成し遂げた。
中学時代は浦和レッズの下部組織に所属し、2000年に帝京高校に進学した。2002年度全国高校総体・茨城インターハイでは決勝で長崎県立国見高等学校を倒し全国優勝。大会の優秀選手にも選出された。同級生には大沢朋也、横山知伸、山口貴弘、一年後輩には関口訓充がいた。
2003年に順天堂大学に進学し、1年次から全日本大学選抜に抜擢され、2006年の全日本大学サッカー選手権大会では小宮山尊信、佐藤健太郎、村上祐介らと共に準優勝という成績を残した。4年次には主将も務めた。
2007年に水戸ホーリーホックに入団し、ボランチやセンターバック、サイドバックなどを任されユーティリティープレーヤーとして複数ポジションをこなした。2011年にザスパ草津に移籍し、2012シーズンは副キャプテンも務めた。2013年に群馬を退団し、アメリカでのプレーを熱望し渡米したが契約には至らず。2014年3月にラモス瑠偉監督率いるFC岐阜に入団し、川口能活や三都主アレサンドロらと共にプレー。シーズン終了後、再び渡米しチャレンジするも契約を勝ち取る事はできなかった。2015シーズンはモンテディオ山形に所属したが、膝の怪我などもあり定位置確保には至らなかった。
2016年2月8日、現役引退を発表。その後、アメリカへ留学した。

## 所属クラブ
ユース経歴
- 柏レイソルジュニア
- 浦和レッドダイヤモンズジュニアユース
- 2000年 - 2002年 帝京高校
- 2003年 - 2006年 順天堂大学

プロ経歴
- 2007年 - 2010年  水戸ホーリーホック
- 2011年 - 2013年  ザスパ草津 / ザスパクサツ群馬
- 2014年3月[3] - 12月[4]  FC岐阜
- 2015年5月[5] - 12月  モンテディオ山形

## 個人成績
| 国内大会個人成績 | 国内大会個人成績 | 国内大会個人成績 | 国内大会個人成績 | 国内大会個人成績 | 国内大会個人成績 | 国内大会個人成績 | 国内大会個人成績 | 国内大会個人成績 | 国内大会個人成績 | 国内大会個人成績 | 国内大会個人成績 |
| 年度             | クラブ           | 背番号           | リーグ           | リーグ戦         | リーグ戦         | リーグ杯         | リーグ杯         | オープン杯       | オープン杯       | 期間通算         | 期間通算         |
| 年度             | クラブ           | 背番号           | リーグ           | 出場             | 得点             | 出場             | 得点             | 出場             | 得点             | 出場             | 得点             |
| 日本             | 日本             | 日本             | 日本             | リーグ戦         | リーグ戦         | リーグ杯         | リーグ杯         | 天皇杯           | 天皇杯           | 期間通算         | 期間通算         |
| ---------------- | ---------------- | ---------------- | ---------------- | ---------------- | ---------------- | ---------------- | ---------------- | ---------------- | ---------------- | ---------------- | ---------------- |
| 2007             | 水戸             | 30               | J2               | 14               | 1                | -                | -                | 2                | 0                | 16               | 1                |
| 2008             | 水戸             | 30               | J2               | 24               | 1                | -                | -                | 1                | 0                | 25               | 1                |
| 2009             | 水戸             | 30               | J2               | 27               | 3                | -                | -                | 1                | 0                | 28               | 3                |
| 2010             | 水戸             | 6                | J2               | 18               | 0                | -                | -                | 0                | 0                | 18               | 0                |
| 2011             | 草津             | 5                | J2               | 26               | 3                | -                | -                | 0                | 0                | 26               | 3                |
| 2012             | 草津             | 5                | J2               | 30               | 2                | -                | -                | 1                | 0                | 31               | 2                |
| 2013             | 群馬             | 5                | J2               | 15               | 0                | -                | -                | 1                | 0                | 16               | 0                |
| 2014             | 岐阜             | 34               | J2               | 10               | 0                | -                | -                | 0                | 0                | 10               | 0                |
| 2015             | 山形             | 32               | J1               | 0                | 0                | 1                | 0                | 1                | 0                | 2                | 0                |
| 通算             | 日本             | 日本             | J1               | 0                | 0                | 1                | 0                | 1                | 0                | 2                | 0                |
| 通算             | 日本             | 日本             | J2               | 164              | 10               | -                | -                | 6                | 0                | 170              | 10               |
| 総通算           | 総通算           | 総通算           | 総通算           | 164              | 10               | 1                | 0                | 7                | 0                | 172              | 10               |